# Bhayangkara Solo Football Club
El Bhayangkara Presisi Indonesia Fútbol Club es un equipo de fútbol de Indonesia que juega en la Liga 1 de Indonesia, la primera división de fútbol en el país.

## Historia
Fue fundado en el año 2010 en la ciudad de Surabaya con el nombre Persebaya, aunque esto fue confuso por el Persebaya 1927, equipo de la denominación original que jugaba en la Liga Indonesia. Es el equipo que representa a la Policía Nacional Indonesia. En agosto de 2015 cambian su nombre por el de Persebaya United.
En septiembre del mismo año cambian otra vez su nombre, esta vez por el de Bonek FC, pero un mes después vuelven a cambiar su nombre por el de Surabaya United porque un equipo formado por un grupo de aficionados se llamaba Bonek 1927.
El 12 de abril de 2016 se fusiona con el Polri FC y pasa a ser el Bhayangkara Surabaya United FC, y en septiembre del mismo año se muda a la ciudad de Bekasi y cambia su nombre por Bhayangkara FC.
El 27 de noviembre de 2020 se muda a la ciudad de Surakarta y cambia su nombre por el actual. La razón del traslado, segundo el CEO IGP Istiono, fue una recomendación de la Asociación de Fútbol de Indonesia durante el período de la COVID-19 de que la Primera División nacional se concentrara en la región de Java Central para facilitar la locomoción de los equipos; y segundo el mismo, la razón del cambio de nombre fue una forma de agradecimento a la gente de Solo.

## Entrenadores
- Angel Alfredo Vera (febrero de 2019-agosto de 2019)[11][12]
- Yeyen Tumena (interino) (agosto de 2019)[12]
- Paul Munster (agosto de 2019-presente)

## Palmarés
- Liga 1: 1

2017
- Primera División de Indonesia: 1

2013